# 백자 철화끈무늬 병
백자 철화끈무늬 병(白磁 鐵畵垂紐文 甁)은 조선시대 16세기에 만들어진, 철화로 끈 무늬를 그려 넣은 조선 백자 병이다.
입 부분이 나팔처럼 벌어지고, 가는 목에 어깨에서 서서히 벌어져 몸통 아랫부분에서 최대로 벌어졌으며, 굽다리가 넓고 높은 조선초기의 전형적인 병이다.
문양은 철화로 목에 끈을 감고, 끈 한 가닥을 밑으로 길게 늘어뜨리고 끝에서 둥글게 돌린 붓자국의 자연스러운 모습이며 철화의 농담과 함께 회화적인 느낌을 주고 있다.
유색은 엷은 회백색을 띠고 있으며, 굽다리에는 가는 모래받침을 받쳐 구운 흔적이 남아 있다. 굽 안바닥에 '니나히'라는 한글 명문이 있다.
철화의 끈 그림이 흥치를 돋우며, 마치 술을 담은 병을 목에 끈을 매어 등에 지고 가는 모습을 연상시켜 술 주인의 풍취를 엿보이게 한다.
광주 일대의 관음리 번천리 등의 16세기 가마에서 제작된 것으로, 분원에 파견된 화원의 솜씨인 듯 보여지는 뛰어난 작품이다.